# 太田直子
太田 直子（おおた なおこ、1959年10月12日 - 2016年1月10日）は、日本の映画字幕翻訳者である。

## 略歴
広島県福山市生まれ。天理大学外国語学部ロシア学科卒業後、早稲田大学大学院で学ぶ。大学院在学中から字幕翻訳に携わる。字幕翻訳の指導も行っており、弟子には小説家の星野智幸がいる。
2016年1月10日、多臓器不全のため死去。56歳没。

## 代表作品
- コンタクト
- 17歳のカルテ
- 初恋のきた道
- アザーズ
- シュレック2
- エルミタージュ幻想
- ヒトラー 〜最期の12日間〜
- 101匹わんちゃん
- エデンの東
- ペリカン文書（日本公開1994年、ワーナー・ブラザース）
- ブリット（1996年NHK教育「世界名画劇場」）[2][3]
- グリーン・カード
- フルスタリョフ、車を![4]
- カッコーの巣の上で（ワーナー版字幕）

## 著書
- 『字幕屋は銀幕の片隅で日本語が変だと叫ぶ』光文社新書、2007年2月20日、ISBN 978-4-334-03392-7　のち『字幕屋のホンネ』として知恵の森文庫
- 『字幕屋のニホンゴ渡世奮闘記』岩波書店、2013年4月17日、ISBN 978-4-00-025897-5
- 『字幕屋に「、」はない』イカロス出版、2013年9月5日、ISBN 978-4-86320-780-6
- 『ひらけ! ドスワールド――人生の常備薬ドストエフスキーのススメ』ACクリエイト、2013年10月28日、ISBN 978-4-904249-39-0
- 『字幕屋の気になる日本語』新日本出版社、2016年7月6日、ISBN 978-4-406-06039-4

## エピソード
太田は保命酒の酒処で知られる鞆の浦出身で、「三度の飯より酒が好き」な人物であったという。